# Forse le lucciole non si amano più
| Recensione | Giudizio       |
| ---------- | -------------- |
| Ondarock   | Pietra miliare |

Forse le lucciole non si amano più è il primo album del gruppo musicale di rock progressivo italiano Locanda delle Fate, pubblicato nel 1977.

## Il disco
Forse le lucciole non si amano più fu il disco d'esordio della Locanda delle Fate. Pubblicato in un'epoca in cui il rock progressivo stava diventando un genere marginale del mercato discografico, riuscì comunque a raggiungere un onorevole numero 25 nella classifica settimanale di "TV Sorrisi e Canzoni" e venne salutato dalla critica come uno dei migliori lavori del progressive romantico italiano. Il gruppo si sciolse qualche anno dopo, lasciando questo unico album, per poi ripresentarsi dopo circa un ventennio.
Negli anni novanta proprio la riscoperta di quest'album alimentò un rinnovato interesse del pubblico del rock progressivo e neoprogressive per il gruppo. Il lavoro fu ripubblicato su CD e venne messa in commercio anche una registrazione dal vivo dell'epoca, Live.
Una curiosità: sul CD Ezio Vevey è accreditato come flautista; in realtà è un errore, in quanto il flauto è da sempre suonato da Alberto Gaviglio.

## Tracce

### Lato A
1. A volte un istante di quiete  – 6:31
2. Forse le lucciole non si amano più – 9:48
3. Profumo di colla bianca – 8:25

### Lato B
1. Cercando un nuovo confine – 6:41
2. Sogno di Estunno – 4:41
3. Non chiudere a chiave le stelle – 3:34
4. Vendesi saggezza – 9:37

### Tracce bonus versione CD (1992)
1. New York – 4:35

## Formazione
- Leonardo Sasso - voce
- Ezio Vevey - chitarra solista, voce
- Luciano Boero - basso, hammond
- Giorgio Gardino - batteria, vibrafono
- Alberto Gaviglio - flauto, chitarre, voce
- Michele Conta - pianoforte, tastiere
- Oscar Mazzoglio - tastiere